# سمفور، استرالیای جنوبی
سمفور (به انگلیسی: Semaphore) یک حومه شهر در استرالیا است که در استرالیای جنوبی واقع شده‌است.